# Polycentropus remotus
Polycentropus remotus là một loài Trichoptera trong họ Polycentropodidae. Chúng phân bố ở miền Tân bắc.